# Ludwinów (powiat sokołowski)
Ludwinów – kolonia w Polsce położona w województwie mazowieckim, w powiecie sokołowskim, w gminie Jabłonna Lacka.
W latach 1975–1998 miejscowość administracyjnie należała do województwa siedleckiego.
Wierni wyznania rzymskokatolickiego zamieszkali w miejscowości należą do parafii Wniebowzięcia Najświętszej Maryi Panny w Jabłonnie Lackiej.